# 1er juillet 2012
Le dimanche 1 juillet 2012 est le 183e jour de l'année 2012.

## Décès
- Andrea Brunod 	Pilote de moto italien.
- Evelyn Lear 	Cantatrice américaine, soprano.
- Alan G. Poindexter 	Astronaute américain.

## Événements
- Élections présidentielle et législatives au Mexique ;
- Chypre prend la présidence tournante de l'Union européenne et succède au Danemark ;
- Finale du championnat d'Europe de football 2012. Espagne vs Italie (Espagne gagnante 4-0).
- Référendum constitutionnel au Liechtenstein ;
- Élections législatives au Sénégal.